# Németlövő-Csejke
Németlövő-Csejke (németül: Deutsch Schützen-Eisenberg, horvátul: Livio-Čjeka) község Ausztriában, Burgenland tartományban, a Felsőőri járásban.

## Fekvése
Felsőőrtől 26 km-re délkeletre, Szombathelytől 18 km-re délnyugatra a Vashegy lábánál a magyar határ mellett fekszik.
A kataszteri közösségek Németlövő, Abdalóc, Csejke, Pokolfalu és Pósaszentkatalin.

## Története
A mai község Abdalóc (Edlitz im Burgenland), Csejke (Eisenberg an der Pinka), Németlövő (Deutsch Schützen), Pokolfalu (Höll) és Pósaszentkatalin (Sankt Kathrein im Burgenland) falvak összevonásával 1971-ben keletkezett.
A régészeti leletek tanúsága szerint a Vashegy déli oldalán már az i. e. 1000 körüli időben a bronzkor végén állt emberi település. A római korban már fejlett bortermelés folyt ezen a vidéken. A németlövői Szent Márton templom is egy 4. századi római temetőre épült. Alapjai is római alapokon nyugszanak. A magyar honfoglalás után a nyugati határvidék része lett, ahova királyaink a csatlakozott népekből származó határőr íjászokat (lövőket) telepítettek. Így keletkezett az osztrák oldalon fekvő Németlövő és a magyar oldalon található Horvátlövő település is.
Németlövő első írásos említése 1221-ből származik abban az oklevélben, melyben a Ják nembeli István bán a pornói cisztercita apátságnak adományozza "Monyorokerek", "Hettfehelly", "Perwolff" és "Kölked" falvakat. Közülük Hetvehely a mai Abdalócnak, Perwolf pedig a mai Németlövőnek felel meg. Ugyanez az oklevél említi a birtok határleírásában "Hül", vagy "Hell" falut is, mely a mai Pokolfalunak felel meg. Csejke első írásos említése 1244-ből származik "villa Cheyka" néven, Pósaszentkatalint pedig 1378-ban említik először  "Posafalva" alakban.
Perwolf falu központja ott volt, ahol ma a Szent Márton templom áll. A középkorban a Németújvári grófok birtoka volt, lakói íjászok voltak. 1274-ben a Kőszegiek és IV. László király közötti határviszályok következtében megsemmisült, de 1289-ben a németújvári viszály során már ismét létezett. Lakói a németújváriakat támogatták Albert osztrák herceg ellenében. Ez az új település azonban nem a régi helyén, hanem már a mai Németlövő területén épült fel. A köznyelv a régi falut "Klein Schütz" (azaz Kislövő), az újat pedig "Gross Schütz" (azaz Nagylövő) néven nevezte. 1328-ban Károly Róbert király megerősítette lakóinak széles körű kiváltságait. 1391-ben „Nagysych” a németújvári uradalomhoz tartozott, míg "Kis Sych" önálló település volt. A Szent Márton templom helyén a 12. században még fatemplom állt, melyet a 15. században átépítettek, majd a 16., a 18. és 19. század közepén, végül 20. század közepén bővítettek. A templomot a 19. századig kőből épített védőfal is övezte. Harangja a legrégibb volt az egész Várvidéken, ma a krems-steini harangmúzeumban látható.
A falu 1391-ben a Sárói család németújvári uradalmának része lett, majd a 15. században a sváb származású  Ellerbachoké, akik a monyorókeréki uradalmukhoz csatolták. Ekkor kapta mezővárosi rangját és vele a vásártartási jogot. Erdődy Bakócz Tamás érsek és kancellár  1499-ben, Ellerbach János halála után lett a falu birtokosa. 1517-ben unokaöccse Erdődy Péter lett a birtokos. 1529-ben és 1532-ben a települést elpusztította a török. Az 1540-es években németekkel telepítették be újra. 1548-ban horvátok betelepítésével megalapították a szomszédos Horvátlövőt, ezután kezdték használni a német névelőtagot, mely írásban 1567-ben jelenik meg először "Nemet Sycz" alakban. Az Erdődyek uralma 1556-ig tartott, amikor a Zrínyiek zálogbirtoka lett. 1616-tól a monyorókeréki uradalomban újra az Erdődyek a birtokosok. 1643 és 1773 között a pornói uradalom részeként a soproni jezsuitáké. Ezután az Esterházyaké és a Liechtensteineké, 1868-tól 1934-ig pedig a bajor hercegé volt.
Lakói 1580 körül evangélikusok lettek, de a 17. században az Erdődyek nyomására újra felvették a katolikus vallást. A kuruc háborúk idején sokan elmenekültek a községből. 1741-ben felépült a mai templom és plébániáját is újra alapították. A 18. század végén mintegy 600 lakos élt itt. Szőlőhegyén virágzott a szőlőtermesztés és bortermelés. Az itt termelt bort Stájerországba, Sziléziába, de még Lengyelországba is szállították. Leghíresebb borai a furmint és a kékfrankos voltak. 1854-ben új iskola és plébániaház épült itt. Önkéntes tűzoltóegyletét 1884-ben alapították. Németlövő lakónak száma a 20. század elejére meghaladta az ezer főt, de ezt követően sokan kivándoroltak a tengerentúlra. 1907-ben anyakönyvi hivatal létesült a községben. Ekkor épült a községi hivatal épülete is, melyhez akkor Pornóapáti és Horvátlövő is hozzátartozott.
1921-ben Ausztria Burgenland tartományának része lett. A saint germaini békeszerződés szerint eredetileg Pornóapáti, Szentpéterfa és Horvátlövő is Ausztriához tartozott volna, végül ezek a települések Magyarországon maradtak. 1923-ban Németlövőn postahivatal létesült. A település fejlődése a második világháború után indult meg. Ekkor épült ki a vízvezeték és csatornahálózat. Új bankfiók létesült és megépült az új iskola is. 1963-ban új sportpályát építettek. 1968-ban ruhagyárat alapítottak itt, ahol sok helyi nő kapott munkát. 1971-ben közigazgatásilag egyesítették Csejke, Abdalóc, Pósaszentkatalin és Pokolfalu községeket. 1994-ben elfogadták a község új címerét, mely a 18. századi pecsétnyomó ábrázolásán alapul.

## Nevezetességei
- Németlövő Mihály arkangyal tiszteletére szentelt régi templomát 1200 körül római alapokon építették. Nyugati homlokzata előtt eredetileg torony állt, melyben a 13. század első feléből való harang függött. 1400 körül a régi szentélyt lebontották és a templomot kelet felé bővítették. Ekkor épült a sokszögzáródású gótikus szentély, melynek déli falában szentségtartó fülkét alakítottak ki. Az északi oldalhoz sekrestye épült. A szentély belső déli falába később az 1593-ban elhunyt Debreczenyi György sírkövét falazták be. 1757-ben a templomot barokk stílusban építették át. A 20. század elejéig ez volt a község plébániatemploma. 1945-ben tornya ledőlt, teteje padig beszakadt, így ezeket lebontották és ma csak a szentély áll. A román templom alapjait 1970-1971-ben tárták fel.
- Németlövő Szűz Mária neve tiszteletére szentelt plébániatemploma 1741-ben épült.
- Csejke Idősebb Szent Jakab apostol tiszteletére szentelt római katolikus templomát 1751-ben építették.
- Pósaszentkatalin Alexandriai Szent Katalin tiszteletére szentelt római katolikus templomát 1752-ben építették.

## Külső hivatkozások
- Hivatalos oldal
- Magyar katolikus lexikon
- Németlövő őrei – A Magyar Nemzet cikke[halott link]
- A lövői Szent Márton plébániatemplom